# Los Visitantes 2
Los Visitantes 2 o también conocida como Los Visitantes regresan por el túnel del tiempo, es una película francesa dirigida por Jean-Marie Poiré, rodada en 1997 y estrenada el 12 de febrero de 1998. Es la secuela de la anterior película de 1993 Los visitantes.

## Argumento
El matrimonio entre el noble de Godofredo de Miramonte (Jean Reno) y la hermosa heredera de la familia Frenegonda (Muriel Robin) es inminente. Pero resulta que una de las joyas de la familia han desaparecido, la preciosa reliquia que siempre aseguraba la fertilidad y la prosperidad a la familia.
Después de los primeros momentos de pánico, se recuerda que han sido olvidadas en el siglo XX, durante el anterior viaje espacio-temporal realizada por Godofredo. Por lo que él se ve obligado a viajar desde la Edad Media hasta finales del siglo XX.
Al llegar a Francia se encuentra con personas de la anterior película y se entera de que la preciosa reliquia fue a parar a manos de Jacquoille (Christian Bujeau), propietario de un castillo adaptado a hoteles y descendiente Del Cojón el Bribón (Christian Clavier), escudero de Godofredo. La búsqueda del preciado objeto produce un montón de situaciones poco complicadas por malentendidos, debidos a las distintas modas causadas por la época de ambos personajes. Godofredo y su escudero deben devolver la reliquia a su lugar correcto para cerrar los canales de la época.
Después de que Godofredo fuera arrestado y liberado, asistió a la boda de su descendiente Philippine de Miramonte (Marie Guillard). Los dos encontraron la preciosa reliquia, bebieron la poción y desaparecieron, convencidos de regresar a su casa. Pero acabaron apareciendo en 1789, en medio de la Revolución francesa.

## Reparto
- Christian Clavier: Delcojón el Bribón / Jacques-Henri Delculón
- Jean Reno: Conde Godofredo de Miramonte, Godofredo El Temerario
- Muriel Robin: Frenegonda / Beatriz (papel interpretado por Valérie Lemercier en la primera película)
- Marie-Anne Chazel: Ginete
- Christian Bujeau: Jean-Pierre Goulard
- Claire Nadeau: Cora de Miramonte
- Christian Pereira: Capitán Batardet
- Marie Guillard: Philippine de Miramonte
- Philippe Beglia: Duque Luigny/Valery
- Pierre Vial: El mago Eusebius/Ferdinand Eusebio
- Jean-Paul Muel: Gibon de la casa de Marshal
- Didier Bénureau: Doctor Beauvin
- Philippe Morier-Genoud: Hermano Ponce
- Elizabeth Margoni: Sra. Lumeau-Péricard
- Jacques Mathou: Sr. Lumeau-Péricard
- Roger Dumas: Maestro Valoche
- Jacques François: Maurice

## Sobre la película
- En el resumen de visitantes, algunos pasajes tenían que ser devueltos para insertar Muriel Robin en vez de Valérie Lemercier en papeles como Frenegonda y Beatrice.
- Parece que las dos películas no van en el mismo período de la Edad Media. De hecho, el primer episodio se desarrolla en la época de Luis VI, mientras que la segunda película parece tener lugar durante la guerra civil entre Armagnacs y los Burgundios, un episodio de la guerra de los Cien Años, casi tres siglos de diferencia. Una posible explicación es que los viajes en el tiempo habría cambiado el curso de los acontecimientos en relación con la historia que conocemos.
- La película comienza donde termina la primera parte dejó. Tanto los cinco videos de años de diferencia, esta suite de pasada algunas inconsistencias con la anterior:

Al principio de la película, Jacquard cabo un teléfono móvil de su bolsillo cuando los primeros teléfonos se están convirtiendo en toda la rabia en Francia hasta finales de 1990 (nota que esto sigue ocurriendo en 1992).
Beatrice dice que su esposo Jean-Pierre en la serie Expediente X que odia y ama a sus hijos. Sin embargo, esta serie se ha emitido en Francia a partir de 1994, un año después de su lanzamiento en los Estados Unidos.
* En la primera película, el duque de Apulia se hizo con las joyas un collar. En el segundo, tiene más de una pulsera, anillos y el famoso Dent Sainte Rolande.
* En la primera película, el castillo de Miramonte se encuentra encima de una colina, mientras que aquí, parece estar en una pendiente, o incluso en un terreno llano con un estanque en la parte inferior de las paredes (cuando el hermano inquisidor cae de una ventana).
* Cuando es torturado por el Hermano Ponce, Jacquard acusa a Godofredo que haya quemado sus pertenencias incluyendo su Range Rover (el 4x4 de la primera película) como los protagonistas medievales tienen un rango Robert. Sin embargo, el vehículo fue destruido por los escombros de la explosión provocada por la fusión de los dos anillos de Hardi, algo que Godofredo no podía prever.
* En la primera película, Beatrice tenía un Renault Safrane mientras que en el segundo fue un Volkswagen Passat. Sin embargo, este es el mismo coche en la historia, ya que todavía tiene un agujero en el techo (causada por la explosión del anillo Negrita).
* El ejemplar de la guía sobre Gault y Millau que tiene Gisele está claramente hecho en 1998.
* Observamos en la película de un gran número de colocación de productos. Algunos son simplemente presentan visualmente, como Sagem, Smarties, Intermarché, Lustucru, FedEx, Martini, Shell, Avis, Chateau Haut-Brion, Rover, Bosch, Motul, Elf, Vittel o KFC. Otros se refieren simplemente a los protagonistas, tales Itineris, Crunch, Pizza Hut, Boucheron, Clairefontaine, Nesquick o Range Rover.
* La defenestración a menudo se presenta como una amenaza que Godofredo lanzaría al duque de Luigny cuando insultan a su descendencienta Filipina Jacquouille como había defenestrado al jefe de bomberos con una manguera de bomberos, también ha defenestrado dos televisores o cuando el hermano inquisidor cae desde lo alto del castillo de Miramonte.
* La película tiene más efectos especiales que la primera parte, especialmente con respecto a viajar en el tiempo. De hecho, en los visitantes, los actores simplemente llevaban máscaras, mientras que sólo dos efectos se insertaron para el procesamiento Jacquouille se convirtió en un montón de estiércol y el movimiento de Jacquard cuyo cuerpo fue deformado antes de desaparecer.
* Si no hay ningún personaje importante de la primera parte es porque se ha eliminado, se crearon algunos nuevos personajes. Contactado por Jean-Pierre que se niega a creer que Godofredo no es Humberto de Miramonte, Cora, la esposa de este último, siempre fue, hizo acto de presencia, haciéndolo también su hija, y el duque de Filipinas Luigny, descendiente del enemigo de Miramonte en la Edad Media y el amante de Cora, Godofredo para su desesperación. Vemos que el primer episodio, Jean-Pierre dice que Hubert nunca lo conoció antes de su muerte. Por tanto, es poco probable que se encontró con su esposa, con quien ya estaba en conflicto, de acuerdo con Beatriz, que no aprecia. Sin embargo, pudo hacer contacto con ella sin saberlo.
* Intérprete de teclado incluyendo el papel de próspero hermano del Cojón el Bribón. Totalmente ausente en el primer episodio, que aparece brevemente en el segundo, en el que también es mencionado por Del Cojón cuando habla de nuevo Jacquard como su "hermano", un malentendido ya presente en el primer episodio.
* Se encontró que la gente dice "Mis respetos, señora" a Cora, esposa de Humberto de Miramonte desaparecida, que nunca fue el caso de Beatriz, que también se llama la señora Goulard en el segundo episodio, y no la señora condesa como en el primero.

## Taquilla
En Francia se vendieron 8.035.299 entradas, ocupando el puesto 50.º filme que mayor número de entradas produjo en el país.